# バート・ラースフェ

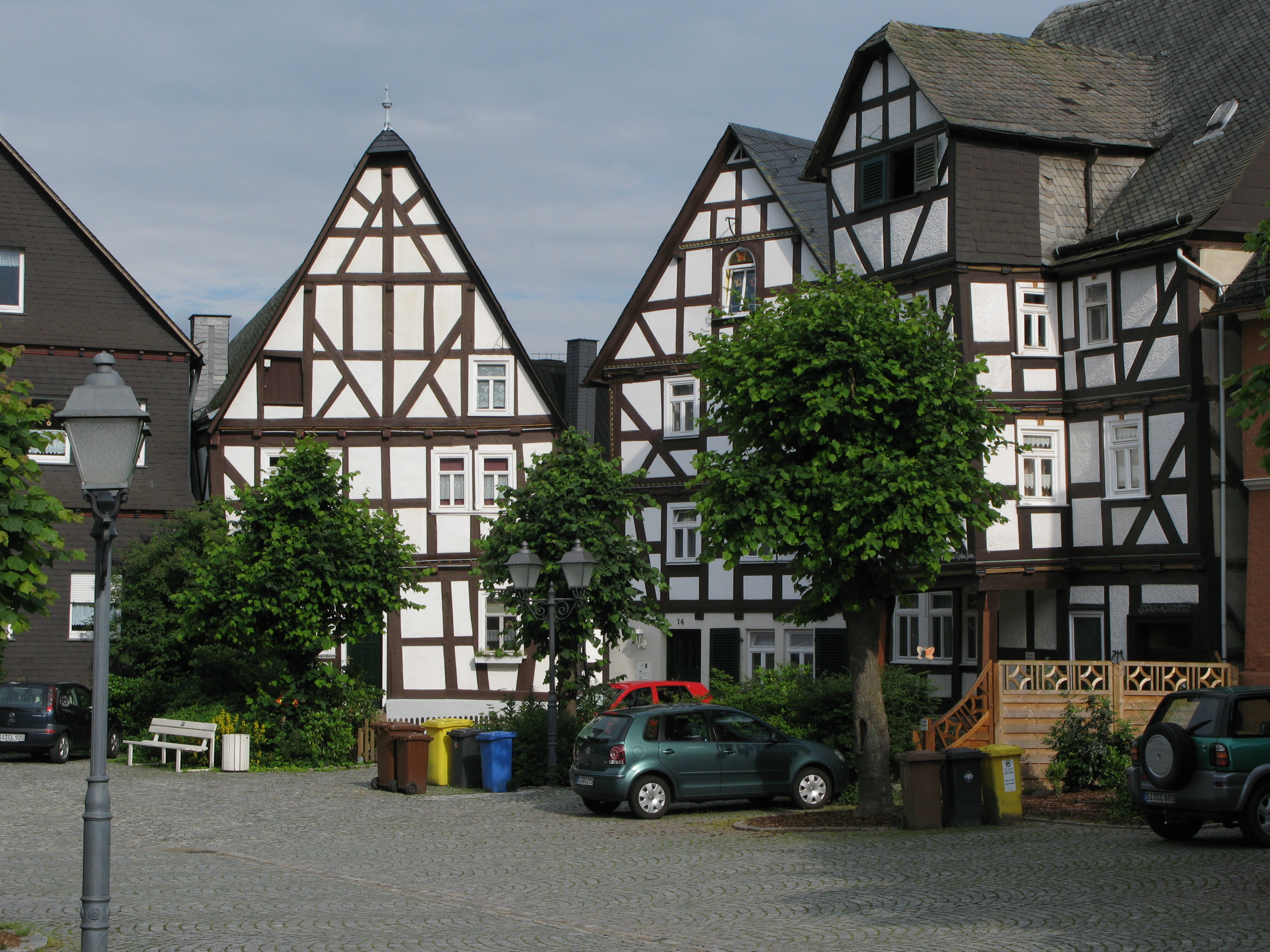
バート・ラースフェの教会広場に建つ木組み建築群

バート・ラースフェ (ドイツ語: Bad Laasphe, [baːt ˈlaːsfə]) は、ドイツ連邦共和国ノルトライン＝ヴェストファーレン州アルンスベルク行政管区のジーゲン＝ヴィトゲンシュタイン郡の市である。

## 地理

### 位置
バート・ラースフェ市は、旧ヴィトゲンシュタイン郡のラーン川上流域の谷に位置している。市街地は、ライン・シーファー山地の一部であるロタール山地の主脈の南東に位置する。北はエルンテブリュックおよびバート・ベルレブルク、東はビーデンコプフ（ヘッセン州マールブルク＝ビーデンコプフ郡）、南東はブライデンバッハ、南はディーツヘルツタール（ともにヘッセン州ラーン＝ディル郡）、西はネトフェンと境を接している。
市内で最も高い山は、ハイリゲンボルン市区近郊の海抜 694.1 m のコンパス山である。この山はロタール山地南部の最高峰である。その斜面から湧出し市内を流れる川として、ベルンスホイザー・バッハ、ゾーラーバッハ＝フィッシェルバッハ、ゴンダーバッハ、イルゼ川がある。ネトフェン東部の小市区であるラーンホーフ、すなわちラーンコプフの南南西近くでラーン川が湧出する。
市内には、ヴァーバッハタールをはじめ多くの自然保護地区がある。

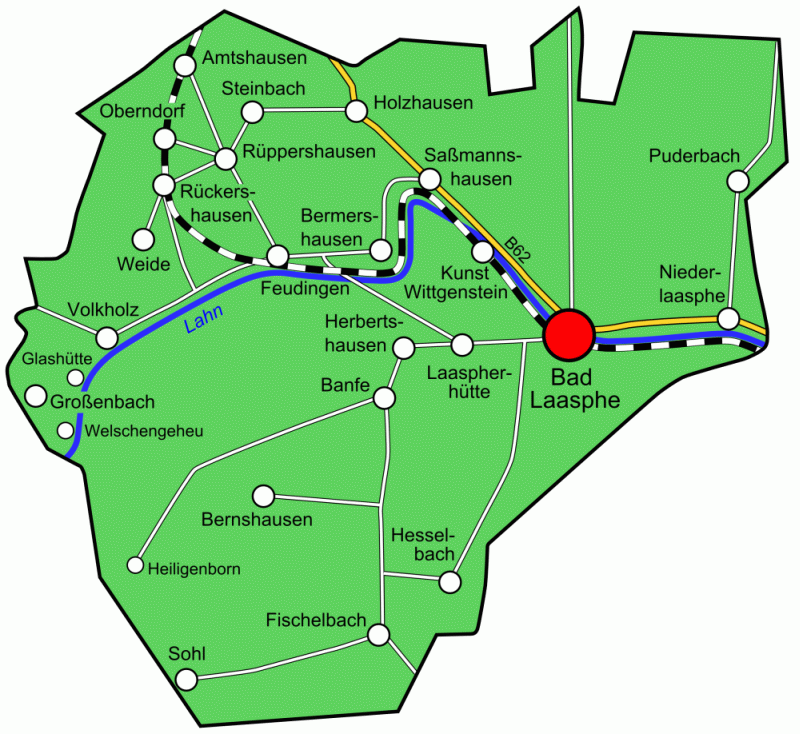
バート・ラースフェの市区図

### 市の構成
本市は、以下の24市区で構成されている:
| - アムツハウゼン - バート・ラースフェ（中核市区） - バンフェ - ベルマースハウゼン - ベルンスハウゼン - フォイディンゲン - フィッシェルバッハ - グローセンバッハ - ハイリゲンボルン（ツー・バンフェ） - ヘルベルツハウゼン - ヘッセルバッハ - ホルツハウゼン | - クンスト・ヴィトゲンシュタイン - ラースファーヒュッテ - ニーダーラースフェ - オーベルンドルフ - プーダーバッハ - リュッカースハウゼン - リュッパースハウゼン - ザスマンスハウゼン - ゾール - シュタインバッハ - フォルクホルツ（グラスヒュッテとヴェルシェンゲーオイを含む） - ヴァイデ |

## 歴史
この街の名前は "Lassaffa" に由来する。この言葉は、Lachswasser または Lachsgewässer（いずれも「鮭のいる川」）を意味しており、おそらくケルト語起源である。
780年に初めて記録されたこの集落は、13世紀初めにヴィトゲンシュタイン伯の宮廷都市として発展し、1277年以前に都市権を授けられていた。街の高台にヴィトゲンシュタイン城があり、同名の伯家の居城となっていた。その後街は2つの塔と6つの門を有する市壁を建設した。この市壁は19世紀初めにわずかな痕跡を遺して解体された。1605年にヴィトゲンシュタイン伯家がザイン＝ヴィトゲンシュタイン＝ベルレブルク家とザイン＝ヴィトゲンシュタイン＝ヴィトゲンシュタイン家に分裂した後、ラースフェは南の伯家（後者）の宮廷都市となった。この街には職人や町百姓の他に伯の宮廷に使える役人も住んでいた。この街の戸数は約100戸に達した。1806年の神聖ローマ帝国消滅により領邦が解体され、この街は宮廷都市の地位を失った。
16世紀中頃にヴィトゲンシュタイン伯領で、従ってラースフェでも宗教改革がなされた。マールブルクで研鑽を積んだニコラウス・ツェル（セリウス）が1555年からラースフェのルター派説教師になった。1560年代からこの街およびその周辺地域の教会生活は、1563年に公表されたハイデルベルク信仰問答によって起こった重要な潮流に乗り、その結果19世紀まで改革派教会に属すこととなった。

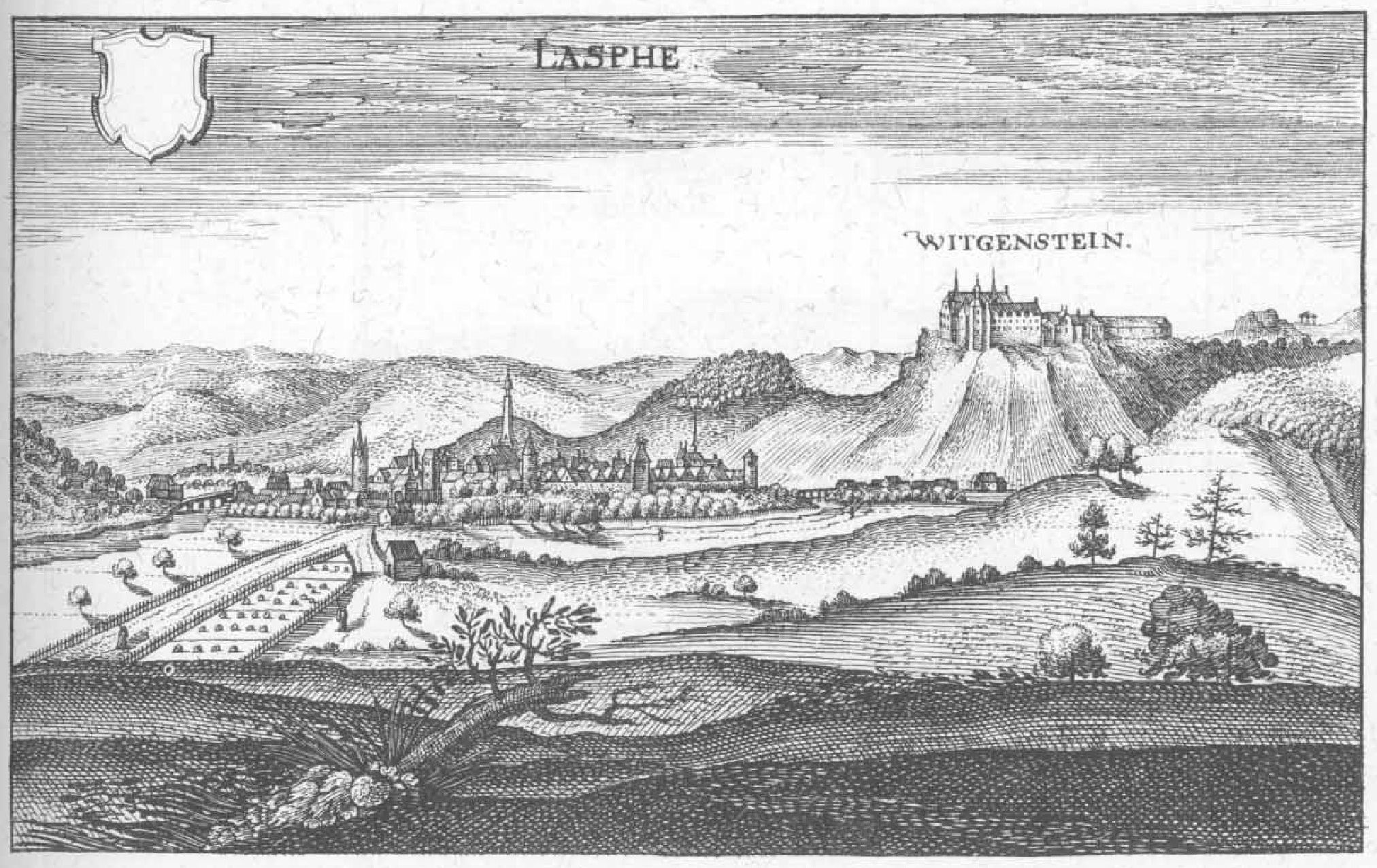
1655年に出版されたマテウス・メーリアンの銅版画に描かれたラースフェ

ラースフェでは1609年から1630年までの間に16件の魔女裁判が行われた。このうち5件が死刑、1件が追放刑となった。最初の犠牲者メルゲ・ディルマンシェは1609年に拷問にかけられ、有罪とされ、処刑された、ルートヴィヒ2世伯は後にこの裁判の手続きが正当でなく、彼女は違法に死刑を宣告されたことを認めた。ルーツィア・ライヒマンは3つのグレードの拷問すべてに耐え、供述をしなかった。彼女は1630年に獄中で自殺した。市議会は、2015年6月26日に魔女裁判の犠牲者の名誉回復を決議した。
ラースフェは、旧ザイン＝ヴィトゲンシュタイン＝ヴィトゲンシュタイン侯領の一部として、1806年にヘッセン＝ダルムシュタット大公国に編入されたが、1815年にウィーン会議の決議に従ってプロイセン領となった。1817年からこの街はプロイセンのヴェストファーレン州南東部のヴィトゲンシュタイン郡に属した。

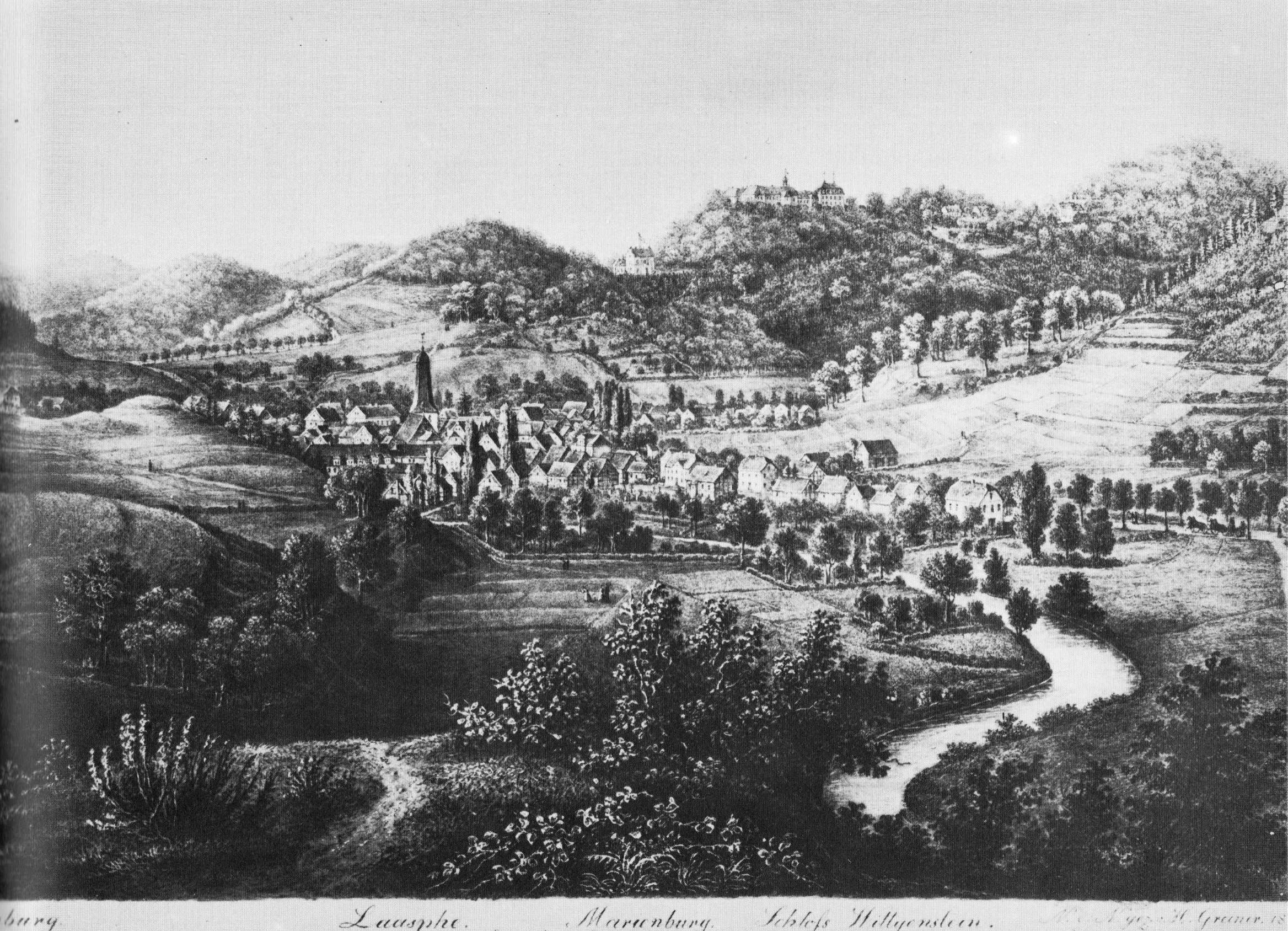
1872年頃のホーエンシュタインから見たラースフェ

1888年、ラースフェ市はプロイセンのアルンスベルク県ヴィトゲンシュタイン郡に属し、プロイセン邦有鉄道クロイツタール - マールブルク線で結ばれた。この頃ラースフェには、教員養成学校、区裁判所（1878年創設、1970年廃止）、靴下工場があった。1885年、ラースフェにはほとんどが福音主義信者からなる2,225人の住民が住んでいた。ヴィトゲンシュタイン城には2つの製鉄所が属していた。
1960年からラースフェはクナイプ式水浴の街となった。1984年1月1日にクナイプ式湯治場とルフトクアオルトとしてバート・ラースフェと改名された。革新的なサービス開発と街を取り巻く環境に基づき、バート・ラースフェは2006年にドイツ・クナイプ式湯治場およびクナイプクアオルト協会による「クナイプ＝プレミアム・クラス」に賞された。
2015年9月以降、旧シュロスベルククリーニク内にアルンスベルク行政管区の難民収容所が設けられた。このいわゆる「中央宿泊施設」には最大500人の亡命者が収容された。

### 市町村合併
1975年1月1日、ノルトライン＝ヴェストファーレン州の市町村再編に伴って、アムツハウゼン、バンフェ、ベルマースハウゼン、ベルンスハウゼン、フォイディンゲン、フィッシェルバッハ、グローセンバッハ、ハイリゲンボルン、ヘルベルツハウゼン、ヘッセルバッハ、ホルツハウゼン、クンスト＝ヴィトゲンシュタイン、ニーダーラースフェ、オーベルンドルフ、プーダーバッハ、リュッカースハウゼン、リュッパースハウゼン、ザスマンスハウゼン、シュタインバッハ、フォルクホルツ、ヴァイデが廃止され、ラースフェ市に統合された。アムツハウゼンの 61 ヘクタール の土地がエルンテブリュックに移管された。

## 住民

### 人口推移
現在のラースフェ市を構成する旧市町村の総人口は、1961年6月6日に 14,858人（人口調査）、1970年5月27日に15,710人（人口調査）、1974年6月30日に15,336人（市町村再編前の州統計局による研究結果値）であった。
| 年   | 人口（人） |
| ---- | ---------- |
| 1682 | 603        |
| 1817 | 1,350      |
| 1900 | 2,330      |
| 1939 | 9,822      |
| 1950 | 14,838     |
| 1961 | 14,858     |
| 1970 | 15,710     |
| 1974 | 15,356     |
| 1986 | 14,332     |
| 1996 | 15,574     |
| 2006 | 14,981     |
| 2012 | 14,039     |
| 2015 | 14,276     |

## 行政

### 市議会
ラースフェの市議会は32議席で構成される。

### 首長
2020年9月13日の選挙で、CDU、FDP、GRÜNEが合同で推薦したディルク・テルリンデン（無所属）が 63.18 % の支持票を獲得して市長に当選した。

### 紋章
図柄: 黒地に、開いた門と2本の胸壁を持つ銀色（白）の塔を持つ銀色（白）の市壁。塔の間に、銀（白）地に2本の黒いポールが描かれた小盾が浮かぶ。
解説: ラースフェ市には14世紀に押された市の印章が遺されている。この印章は既述の紋章と同一のデザインである。紋章内の小盾は元々領主のヴィトゲンシュタイン伯の紋章であった。1908年の紋章検討に市は誤解に基づきこれを変形したデザインを提示した。それは現在と類似のデザインであるが、小盾が四分割され、向かって左上と右下が赤地に銀の城、向かって右上と左下がヴィトゲンシュタインのポールというものであった。やはりヴィトゲンシュタイン伯の主権下に属したホムブルク城を象った紋章の意匠は近世になって追加されたものであった。市立文書館は古いヴィトゲンシュタイン家の紋章として、最も古い印章に描かれたのと同じデザインの紋章を提示している。この時には、紋章について決定がなされなかった。1936年に市は、古くから伝わるデザインに戻すことを決定した。認可は1937年3月10日に得られた。

### 姉妹都市
- タムワース（イギリス、スタッフォードシャー）1980年10月10日
- シャトー＝シュル＝ロワール（フランス語版、英語版）（フランス、ロワレ県）1981年9月28日

## 経済と社会資本

### 交通
市内を連邦道 B62号線が通っている。この道路の通行量は1日あたり約 11,000台である。この高い交通負荷を背景に古くからバイパス道路が計画されてきた。その実施は行政管区当局によって中止させられている。2016年に、長距離輸送や交通量をより詳しく分析するための新たで詳細な交通量調査が計画された。これはバイパス道路に関して新たな刺激をもたらした。バイパス道路は、3つのトンネル建設といくつかの橋梁工事によって狭い谷の南側を迂回する必要がある。
いくつかの州道や郡道が連邦道と周辺町村とを結んでいる。たとえば、中核市区からは L718号線（ザッセンハウゼンおよびヘッセン方面）が分岐し、L903号線はリヒシュタインに、L719号線がヴァルパースドルフに、K33号線がエルンテブリュックに、K36号線（「アルマー・マン」と呼ばれる）がヘッセルバッハに伸びている。

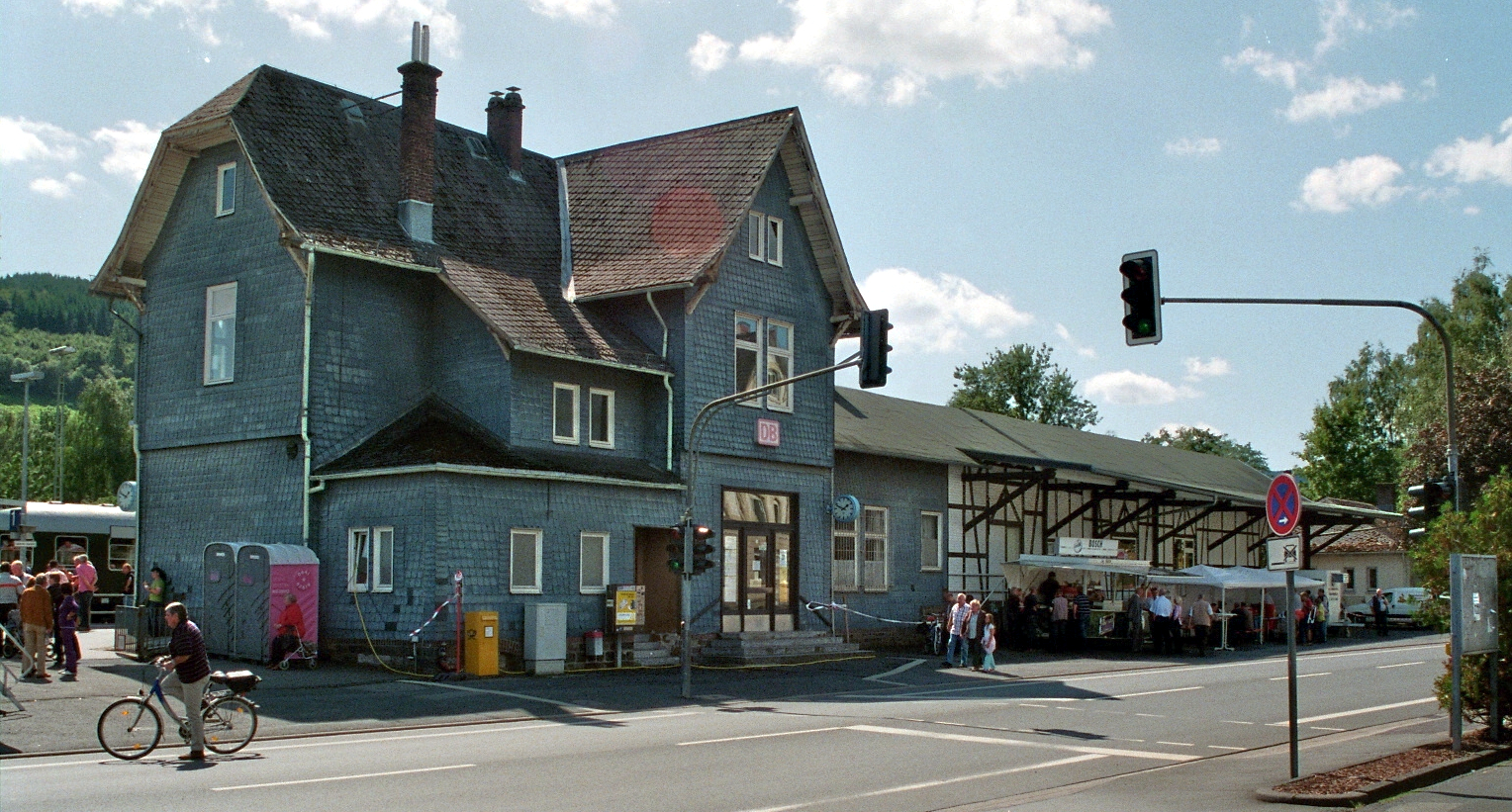
バート・ラースフェ駅

市内を通る唯一の鉄道路線がオベーレ・ラーンタール鉄道である。この鉄道は平日には1時間間隔でマールブルクおよびエルンテブリュックに運行している。バート・ラースフェ駅は中心的な乗り換え地点である、鉄道路線の他にヴェストファーレン南交通会社のすべてのバス路線がこのバス停と周辺地区とを結んでいる。ジーゲン行きの SB5、エルンテブリュック行きの R30、バート・ベルレブルク行きの R31、マンデルン行きの R32、ヴァルラウ行きの R35、ヴィトゲンシュタイン城に行く L182、プーダーバッハ方面ヴィトゲンシュタイン城行きの A380、リッタースハウゼン行きの A381、さらにヴィルヘルムスプラッツ経由プーダーバッハ行きの市民バスがある。
この他にフォイディンゲン、ニーダーラースフェ、オーベルンドルフに駅がある。アムツハウゼン駅とベルマースハウゼン駅は1962年に、アマーリエンヒュッテ駅は1978年に廃止された。ザスマンスハウゼンとフリードリヒスヒュッテの駅は1996年まで利用されていた。
2016年5月にヴェストファーレン南旅客近郊交通目的連合は、夜行バスを同年12月31日まで試験運行することを発表した。試験運行のバスは、金曜日から土曜日および土曜日から日曜日の夜間に、ジーゲンおよびエルンテブリュックとバート・ベルレブルクとの間で運行された。バート・ベルレブルクでバート・ラースフェ行きの夜行バス8号線に接続した。この路線は需要が少なかったため、運行終了となった。

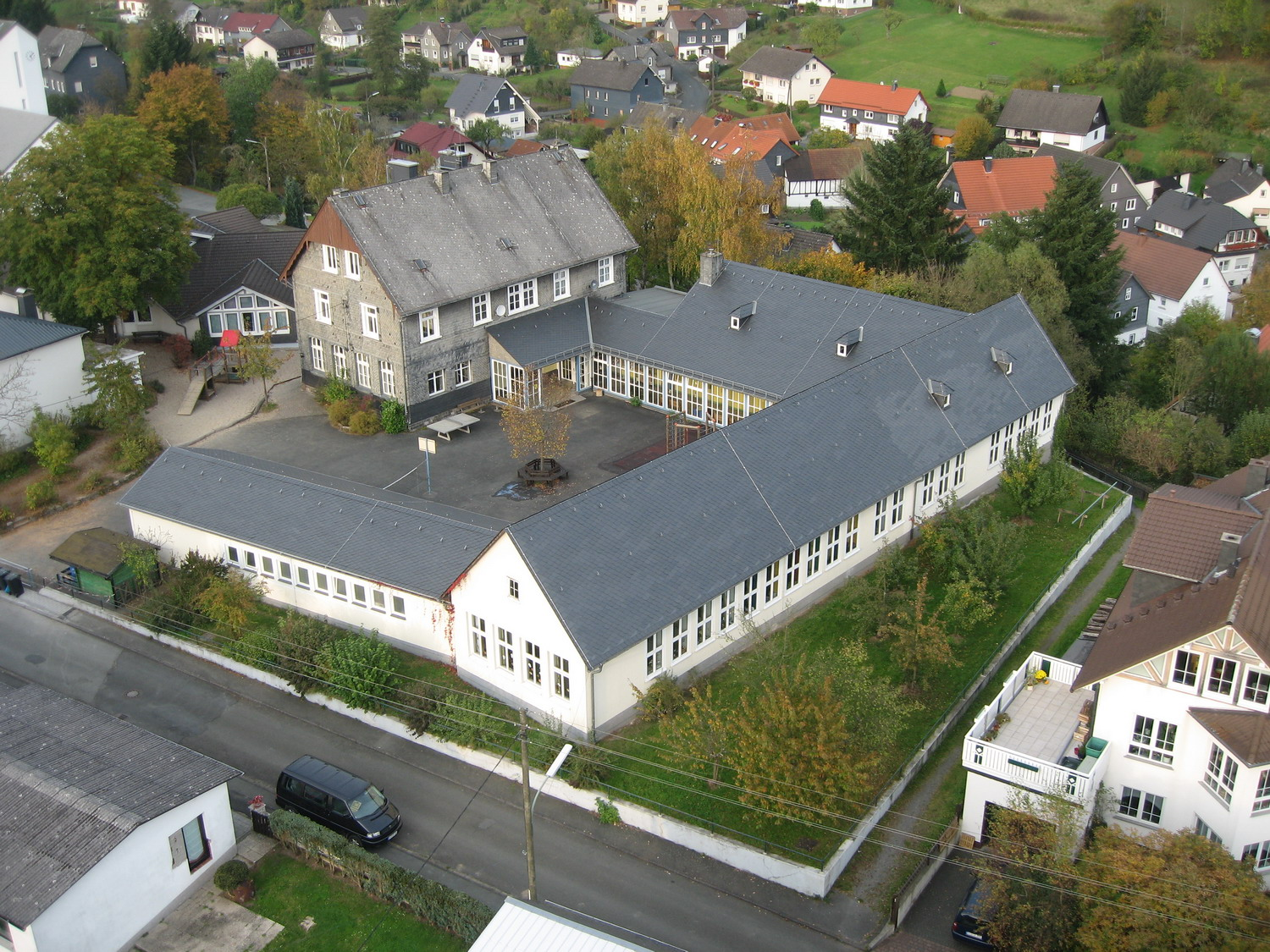
ニーダーラースフェ基礎課程学校

### 教育
バート・ラースフェには、市立ギムナジウムとギムナジウム・シュロス・ヴィトゲンシュタインの 2校のギムナジウムがある。中核市区にはこの他に、実科学校 1校、基礎課程学校 1校、養護学校 1校（ラハスバッハ＝シューレ）がある。さらに、フォイディンゲン市区、バンフェ市区、ニーダーラースフェ市区にそれぞれ基礎課程学校がある。中核市区の本課程学校は、2014年に学生数減少のため閉校された。

### エネルギー

#### 光発電
2013年7月にバート・ラースフェ・エネルギー協同組合 eG が設立された。この市民活動は、3か所、合計出力約 150 kW（2016年10月現在）の光発電設備を設置した。この設備は、市立ギムナジウムおよびフォイディンゲンの旧汚水処理場の屋根やヴァーバッハ＝スポーツパークに設けられた。
市内最大の光発電設備は、オスターラー社の屋根に取り付けられたもので、出力は 567 kW である。

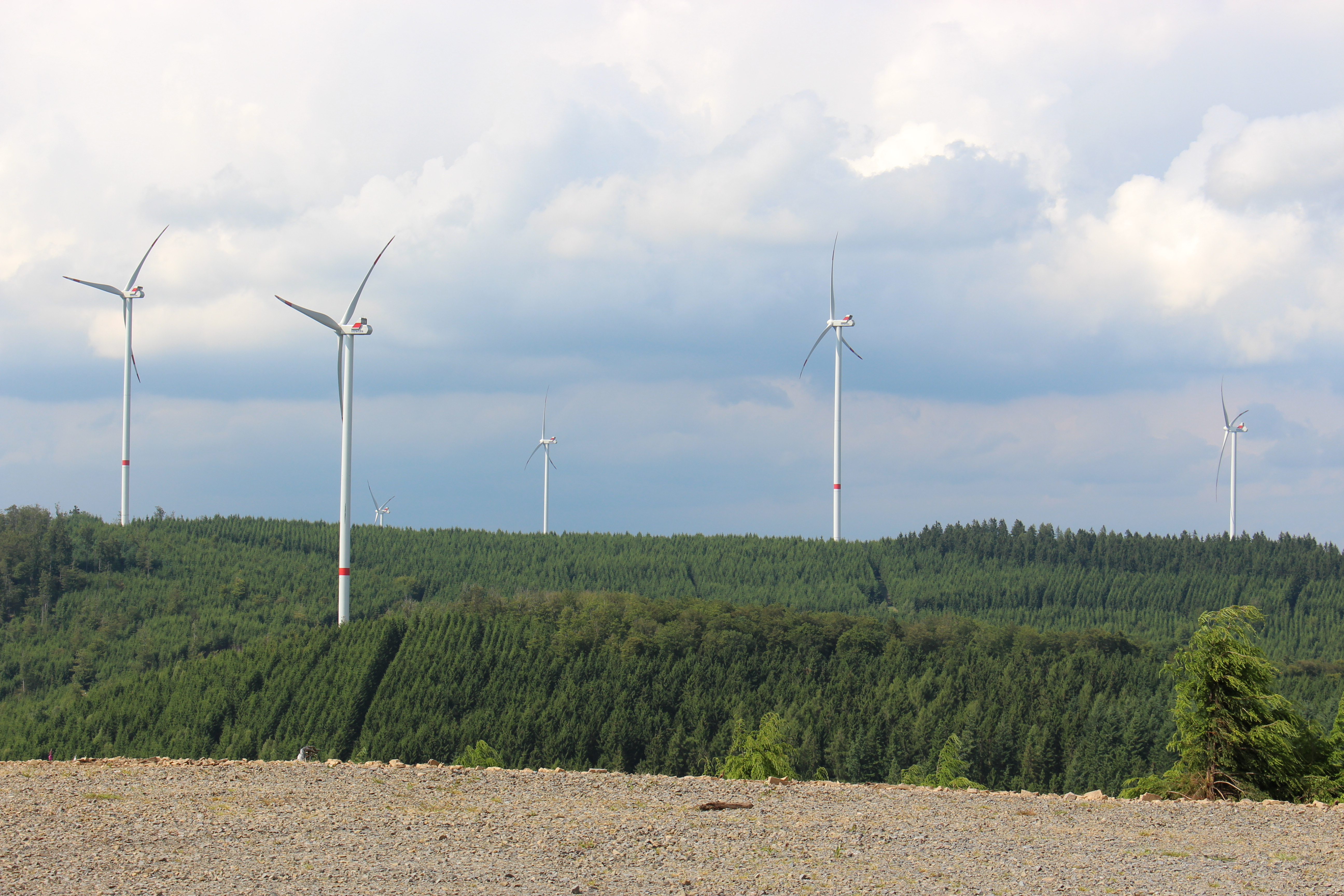
ウィンドパーク・ヘッセルバッハ

#### 風力発電
市内では、8基の風力発電機を備えたウィンドパーク・ヘッセルバッハ（風力発電所）が2013年から稼働している。風力発電機は Typ Vestas V112 で、合計出力は 24 MW である。7基の風力発電機を備えたウィンドパーク・アム・ゾールの建設は、司法手続きによって中止されている。このプロジェクトは現在停止しており、プロジェクト開発者は新たな建設許可申請を提出しようとしている（2016年10月現在）。
2014年9月に、グローサー・ボーンシュタインに3基の風力発電機を建設する計画が公表された。しかし、ジーゲン＝ヴィトゲンシュタイン郡はこの計画を拒絶する決定を下した。さらに市当局は、別の風力発電施設建設を2016年6月25日まで差し止めた。市は、風力エネルギー優先ゾーンの土地利用法指定によってヘッセルバッハの包囲を拒もうとしており、これを根拠に申請を却下した。3つの計画されている優先ゾーンは、事実上ヘッセルバッハとゾールのウィンドパークの地域を外している。2017年1月、ヘッセルバッハの南に3基の風力発電施設を建設する申請は、ジーゲン＝ヴィトゲンシュタイン郡によって却下された。

#### 熱供給
2015年にこの街は「KWK モデル都市」になった。公共資金が熱供給網（主に旧市街地域）の敷設に充てられた。2016年に熱供給網の建設が始まった。バート・ラースフェ・エネルギーがこれを請け負った。このプロジェクト団体には、市とニーダーライン広域熱供給が半分ずつ出資している。2016年11月に最初の天然ガスによるブロック熱発電所が稼働した。2018年末までに作業は完了する予定である。

### 地元企業
バート・ラースフェには以下の企業が、支社や本社を置いている:
- EJOT
- ハインリヒ・ヴァーグナー・ジント機械製造
- ボッシュ・ビール醸造所
- ディスカウントチェーンのアルディ・ノルトは、地域支社をバート・ラースフェに落ちている。さらに広大な中央倉庫も有している。

### 工業・産業地区
イン・デア・シュトックヴィーゼ工業地区は、中核市区の南東端にある。この他の工業・産業地区としては、エルンテブリュック＝シャメーダーとの間の市域を越えて広がるヴィトゲンシュタイン工業パークがある。

## 文化と見所
バート・ラースフェには多くの見所がある。たとえば、ほぼ完全に保存されている歴史的旧市街の木組み建築、丸石の石畳、旧市街の泉、古い市壁の遺構などである。本市は、ノルトライン＝ヴェストファーレン州歴史的中心街作業共同体に加盟している。
バート・ラースフェ市内を2001年に設けられた遊歩道ロタールシュタイクが通っている。さらにテーマを持つ遊歩道が数多く通っている。たとえば、「ラースフェのビールの小径」、「神話と伝説の径」、「人と犬の体験路」、「メルヒェン遊歩道クライナー・ロタール」などである。

### 博物館
1000種以上の凍結乾燥されたキノコの標本を持つドイツでも比類のない「キノコ博物館」がある。「ハンス・ネッカー国際ラジオ博物館」にはラジオの歴史を語る製品や珍品の膨大なコレクションが展示されている。アマーリエンヒュッテには工業博物館がある。バンフェタール郷土博物館とオベーレス・ラーンタール博物館にはそれぞれバンフェ地区あるいはフォイディンゲン地区の郷土史資料が展示されている。

### 建築

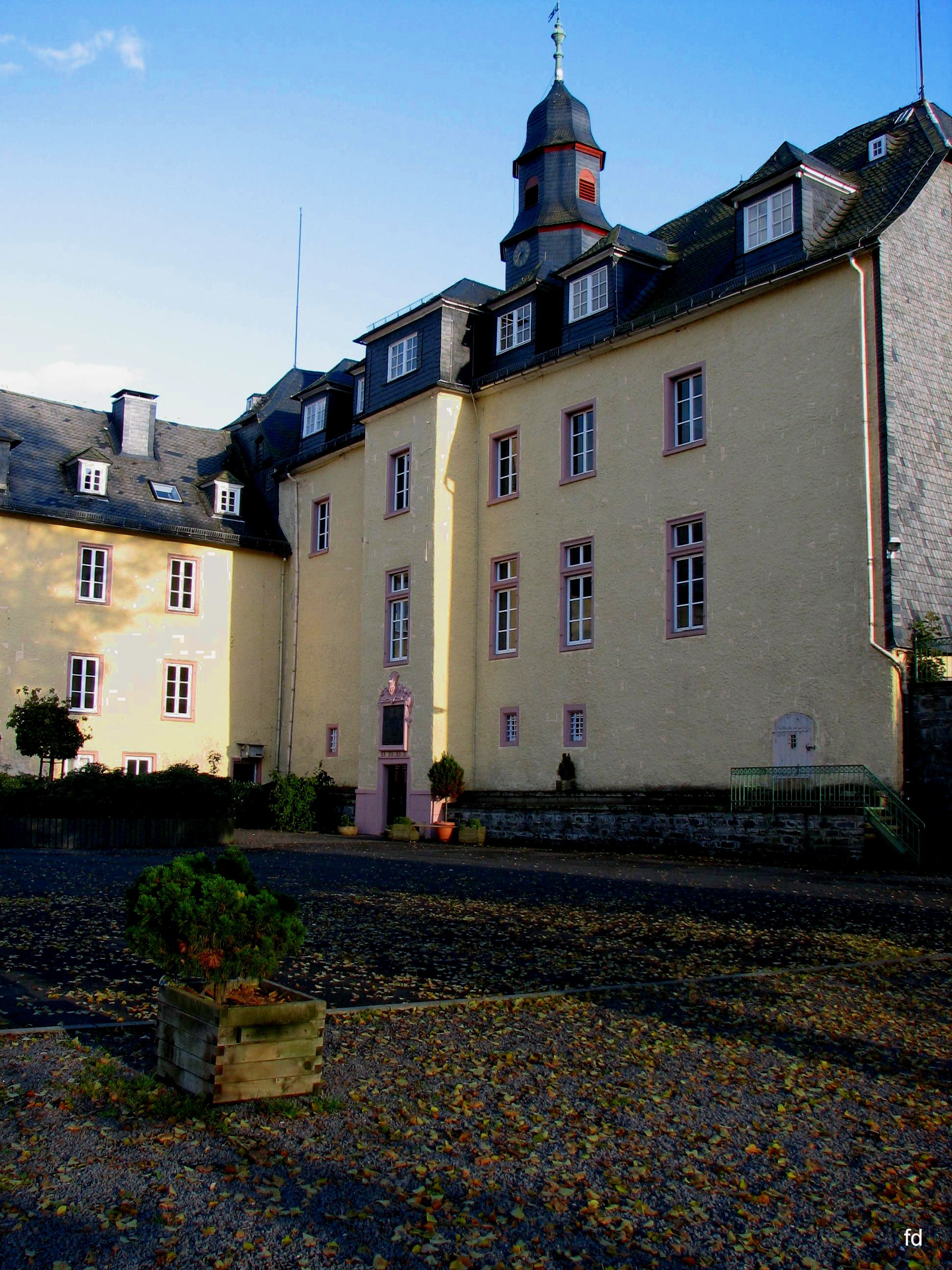
ヴィトゲンシュタイン城

バート・ラースフェ福音主義教会は、13世紀に建設され、宗教改革後に聖餐台、講壇、2階席、領主席などの内装が施された。18世紀にラースフェ内市街（ヴァル通り）の納屋がシナゴーグに改築された。この建物は現在世俗化されており、外からの見学のみ可能である。カトリックの聖ペトルスおよびアンナ教会は20世紀に建設された。街の高台に、12世紀に建設されバロック時代に改築されたヴィトゲンシュタイン城がある。
ラースフェの旧市街には、16世紀以降に建設された保護文化財に指定されている木組み建築が数多く建っている。
- バート・ラースフェの福音主義教会
- バート・ラースフェのヴァル通り

### 自然文化財
市内には、20以上の自然文化財がある。

### スポーツ
シニアには、ヘッセルバッハ・スキー場がある。サッカーグラウンドは、ヘッセルバッハ（ハルベルク＝アレーナ）、ニーダーラースフェ、フロイディンゲン（タンネンヴァルトシュタディオーン）、バンフェ、中核市区（ヴァーバッハ＝シュタディオーン）にある。屋外プールは、フロイディンゲン、ヘッセルバッハ、中核市区にある。この中では、中核市区のプールが最大で、2015年シーズンには約 37,000人が訪れた。

### 躓きの石
世界中で46,000件以上ある「躓きの石」のうち、82件がバート・ラースフェにある。

### 年中行事
晩夏から初秋のジャガイモ祭と多くの射撃祭は長い伝統を有している。この他にバート・ラースフェでは、イースターマーケット、秋の市場、クリスマスマーケットも開催される。さらに旧市街の泉祭、「バート・ラースフェ・ターフェルン」、バート・ラースフェの「リヒターアーベント」といったイベントもある。2009年以降、7月から8月には野外音楽イベント「バート・ラースフェの金曜日」がブラウエライホーフ（醸造所の中庭）やヴィルヘルムス広場で開催される。
1979年以降この地域最大の祭となっていたバート・ラースフェの旧市街祭は、2016年以降期間不定で中断されている。

### サークル活動
バート・ラースフェには、多彩な文化・スポーツ活動の機会がある。

## 人物

### 出身者
- ヨハネス・ボーネミルヒ（1434年頃 - 1510年）マインツ大司教区の補佐司教
- フリードリヒ・キール（1821年 - 1885年）作曲家
- オットー・ピーネ（ドイツ語版、英語版）（1928年 - 2014年）画家、芸術家

### ゆかりの人物
- ヨハン・コンラート・ディッペル（ドイツ語版、英語版）（1673年 - 1734年）神学者、錬金術師、解剖学者、医師
- ザイン＝ヴィトゲンシュタイン＝ホーエンシュタイン侯子ボート（ドイツ語版、英語版）（1927年 - 2008年）政治家、バート・ラースフェ市長、ドイツ連邦議会議員、ドイツ赤十字社総裁

## 関連図書
- Jochen Karl Mehldau: Alte Laaspher Familien und ihre Häuser. Haus-Chroniken ~ 1600–1875. Bad Laasphe 2013.
- Dieter Pfau: Zeitspuren in Siegerland und Wittgenstein das Früh- und Hochmittelalter (750-1250). Bielefeld 2009.
- Eberhard Bauer: Bilder aus Laasphe. Ein geschichtlicher Rundgang durch die Stadt. Bad Laasphe 1993.
- Reinhard Schmidt: Aus der Geschichte von Juden und Christen in Laasphe. Bad Laasphe 1991.
- Eberhard Bauer: Die Berufe der Bürger von Laasphe und Berleburg im 18. Jahrhundert. In: Wittgenstein 1971, 35 Heft 2, S. 70–76.
- Joachim Naumann: Vorräte und Vermögenswerte i m Laaspher Ackerbürgerhaus des 17. Jahrhunderts. Materialien zu einer sozialgeschichtlichen Volkskunde des Wittgensteiner Landes. In: Wittgenstein: 1. Die Speisevorräte, ihre Konservierung und Aufbewahrung. Wittg. Bd. 33/1969/H. 1/S. 5–13: 2. Kleidung und Wäsche. Wittg. Bd. 33/1969/H. 2/S. 75–92; 3. Wertgegenstände u. a. m., Wittg. Bd. 33/1969/H. 4/S. 169–174.
- Gustav Bauer: Die Reformation in der Grafschaft Wittgenstein und ihre Durchführung bis zum Tode Graf Ludwig des Älteren. Zur Erinnerung an die 1. Wittgensteiner Kirchenordnung vom 4. November 1555. Laasphe 1954.
- Wilhelm Hartnack: Zur älteren Topografie der Stadt Laasphe. In: Festschrift Männer-Gesang-Verein Liedertafel-Eintracht Laasphe. Laasphe 1953, S. 13–33.

これらの文献は、翻訳元であるドイツ語版の参考文献として挙げられていたものであり、日本語版作成に際し直接参照してはおりません。

### 訳注
1. ↑  ドイツ語: Luftkurort、空気の清浄な保養地
2. ↑  「バート」(ドイツ語: Bad) は温泉地を表す称号